# Kultura luboszycka
Kultura luboszycka – kultura późnego okresu wpływów rzymskich, zabytki tej kultury występowały od około 100 r. n.e., identyfikowana z plemieniem Burgundów.

## Geneza
Nazwa tej kultury wywodzi się od eponimicznego stanowiska w Luboszycach (woj. lubuskie). Stanowiska owej kultury datowane są począwszy od młodszego odcinka fazy B2 okresy wpływów rzymskich, tj. od II do V wieku n.e. na rozwój ludności kultury luboszyckiej silny wpływ miały kultura przeworska i wielbarska.

## Obszar występowania i kontekst kulturowy
Ludność kultury zajmowała najpierw tereny nad środkową Odrą, systematycznie poszerzając je o Górne i Dolne Łużyce, północną część Dolnego Śląska, południową Brandenburgię, ziemię lubuską oraz wschodnią Saksonię. Nie odnotowano starszego osadnictwa z okresu wczesnorzymskiego. Stanowiska tej kultury graniczyły od północy, zachodu i południa ze stanowiskami kręgu nadłabskiego, od wschodu ze stanowiskami grupy dębczyńskiej oraz kultury przeworskiej.

## Charakterystyczne wytwory kulturowe
Charakterystyczne dla kultury luboszyckiej są zapinki typu leonowskiego (od stanowiska Leonówka) z esowato wygiętym kabłąkiem z płaskiej taśmy oraz płytką przykrywającą sprężynę, jak również zapinki posiadające dwie lub trzy sprężyny, z których tylko jedna spełnia swoją funkcję.

## Obrządek pogrzebowy
Na obszarze występowania kultury luboszyckiej dominuje obrządek ciałopalny, jamowy; groby jamowe stanowią 95% ogólnej ilości grobów. 
Jamy grobowe, nie różnią się kształtem a jedynie rozmiarem; są one z reguły kociołkowate, cylindryczne w górnej części i zaokrąglone przy dnie. Od początku popularny jest też zwyczaj rozpraszania szczątków. W pierwszej fazie kultury luboszyckiej pokrywano je nasypem 
kurhanu (jak np. w Horno). W fazie drugiej rozpowszechniają się płaskie cmentarzyska warstwowe, które w fazie trzeciej stanowią podstawowy rodzaj pochówku. W fazie czwartej obrządek pogrzebowy zbliża się do kultury przeworskiej. Typowe dla kultury luboszyckiej jest wyposażanie zmarłych w małe siekierki oprawione na krótkich trzonkach oraz w drewniane wiaderka z żelaznymi okuciami. 